# Sigrid Koizar
Sigrid Elisabeth Koizar (ur. 20 października 1995 w Wiedniu) – austriacka koszykarka, występująca na pozycji rzucającej, reprezentantka kraju, od 2025 zawodniczka Raiffeisen Duchess Klosterneuburg.

## Osiągnięcia
Stan na 6 maja 2025, na podstawie, o ile nie zaznaczono inaczej.

### NCAA
- Uczestniczka rozgrywek turnieju Women’s National Invitation Tournament (WNIT – 2015, 2016)
- Mistrzyni sezonu konferencji	America East (2015, 2016)
- Laureatka nagród:
  - UMaine Dean Smith Award (2016)
  - Maine Scholar-Athlete Silver Medalist
- Zaliczona do:
  - I składu:
    - America East (2015–2017)
    - turnieju:
      - America East (2016)
      - Black Bear Thanksgiving (2014)

  - składu:
    - America East All-Academic Team (2015, 2016)
    - America East Commissioner's Honor Roll (2014–2016)
    - CoSIDA Academic All-American (2016)
- Zawodniczka tygodnia konferencji America East (2.02.2014)
- Lider konferencji AEC w:
  - skuteczności rzutów za 3 punkty (2016 – 43,4%)
  - liczbie:
    - celnych (85) i oddanych (196) rzutów za 3 punkty (2016)
    - rozegranych:
      - minut (2016 – 1227)
      - gier (2016 – 35)

### Drużynowe
- Mistrzyni Rumunii (2024)[4]
- Brązowa medalistka mistrzostw Węgier (2019)[5]
- Zdobywczyni Pucharu Rumunii (2024)[4]
- Uczestniczka rozgrywek Eurocup (2019/2020, 2023/2024)

### Indywidualne
(* – nagrody przyznane przez portal eurobasket.com)
- Zaliczona do*:
  - II składu ligi rosyjskiej (2020)[6]
  - składu honorable mention ligi węgierskiej (2018, 2019)[7][5]

### Reprezentacja
Seniorska
- Mistrzyni Europy małych krajów (2014)
- Uczestniczka kwalifikacji do mistrzostw Europy (2023, 2025)

Młodzieżowe
- Uczestniczka mistrzostw Europy dywizji B:
  - U–20 (2015)
  - U–18 (2011, 2012, 2013)